# FM 후지

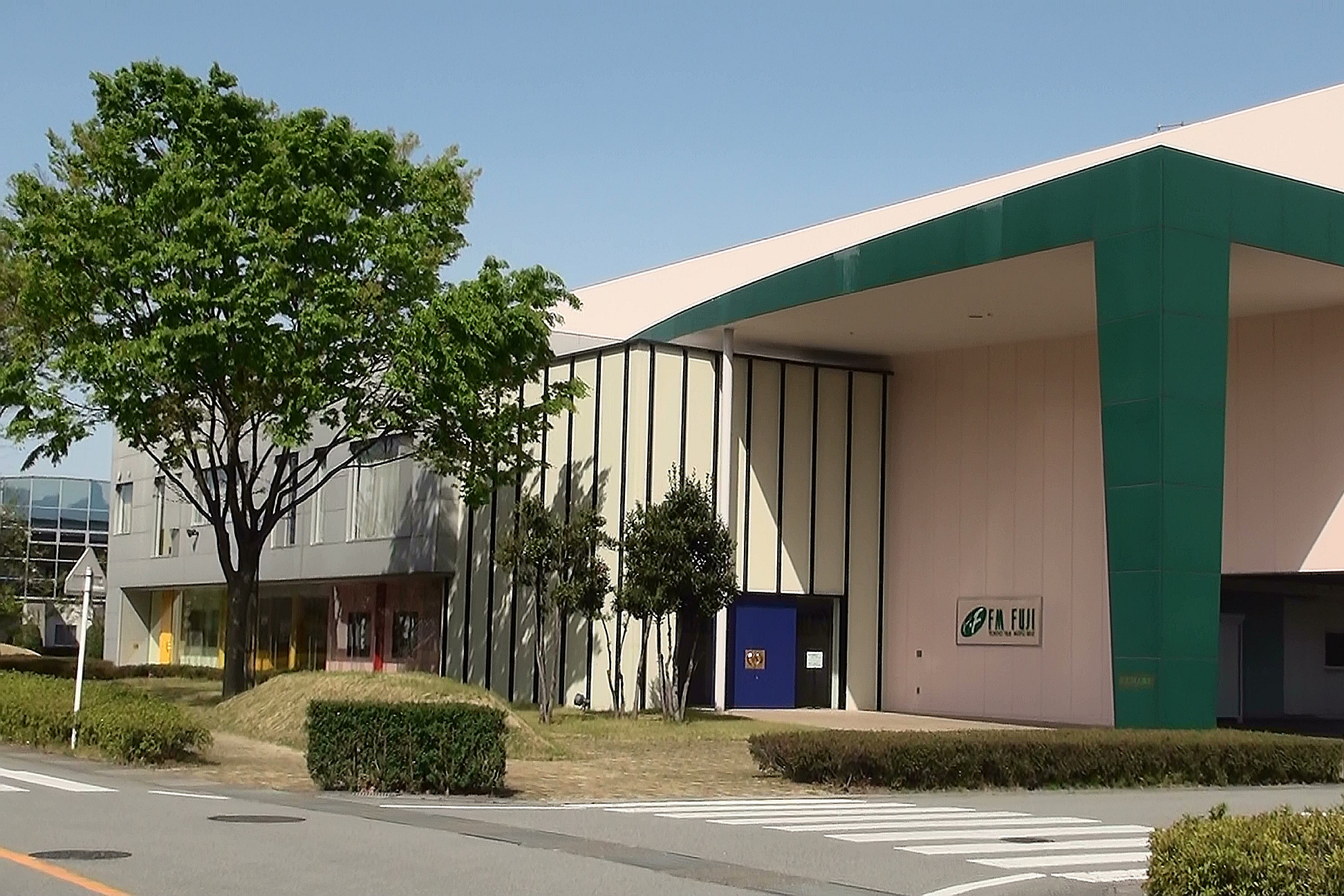
FM 후지

FM 후지는 일본의 FM 라디오 방송국으로 야마나시현에서 방송을 실시하고 있다. 애칭은 FM-FUJI, 콜사인은 JOCV-FM이다.

## 개요
- 1987년 12월 26일 JFN가맹국으로서 일본 민영FM 방송국중 26번째로 개국했다.
- 미쓰도게 중계국에서 송신하는 방송이 간토남부지역에서도 청취가 가능했기 때문에 개국 초기부터 자체제작을 중시했고 그 결과 1992년 JFN에서 탈퇴했다.
- 도쿄지역에도 방송을 보내기 위해 미스도게 중계국의 출력을 500w로 하려 했다.
- 후지산케이 그룹과 관계없다.

## 주파수
- 고후 방송국:83.0MHz(출력:1kW)
- 미노부 중계국:80.5MHz(출력:100W)
- 미쓰도게 중계국:78.6MHz(출력:300W)

## 현내 방송국
- NHK 고후 방송국
- 야마나시 방송(TV는 니혼 TV계열, 라디오는 JRN&NRN계열)
- TV 야마나시(UTY)(도쿄 방송 계열)